# Sant Martí de Tous
Sant Martí de Tous è un comune spagnolo di 998 abitanti situato nella comunità autonoma della Catalogna.